# Polystachya neobenthamia
Polystachya neobenthamia Schltr., 1903 è una pianta della famiglia delle Orchidacee, endemica della Tanzania.
L'epiteto specifico è un omaggio al botanico inglese George Bentham (1800–1884).

## Descrizione

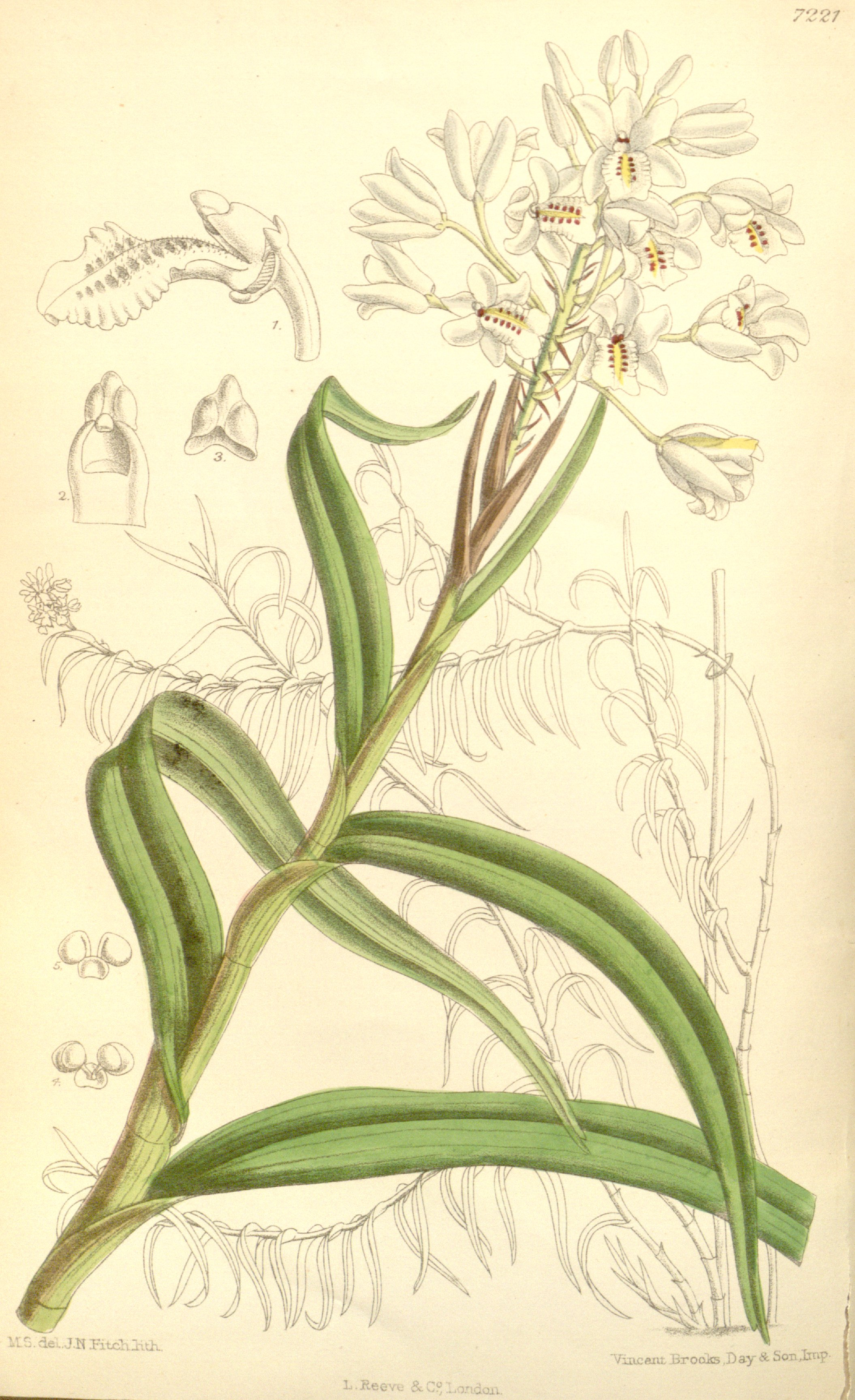

È una specie erbacea terrestre geofita o litofita, con fusto eretto, ramificato, a crescita simpodiale, alto sino a 80 cm, privo di pseudobulbi.

Le foglie sono lineari, distiche, lunghe 12–24 cm e larghe 0.7–1.2 cm.

I fiori, raggruppati in infiorescenze racemose a forma di piramide, sono di colore dal bianco al lilla pallido ed emanano una debole profumazione simile alla menta; i sepali sono lunghi 8–16 mm; il sepalo dorsale è libero mentre i laterali sono parzialmente fusi a protezione del gimnostemio; il labello è bianco con una linea centrale gialla o arancione ed una serie di macchiette dal rosso al magenta disposte ai due lati della linea centrale; possiedono quattro pollinii, globosi o ellissoidi, di consistenza cerosa.
Fiorisce dall'inverno alla primavera.

## Distribuzione e habitat
Polystachya neobenthamia è endemica  dei monti Uluguru e Nguru, nella Tanzania orientale.
Cresce sulle sporgenze muschiose dei pendii rocciosi, tra i 400-2000 metri d'altezza, in zone luminose calde ed umide.

## Tassonomia
Questa entità, classificata in passato nel genere monospecifico Neobenthamia, è stata recentemente inclusa in Polystachya.